# Kastell Zwentendorf

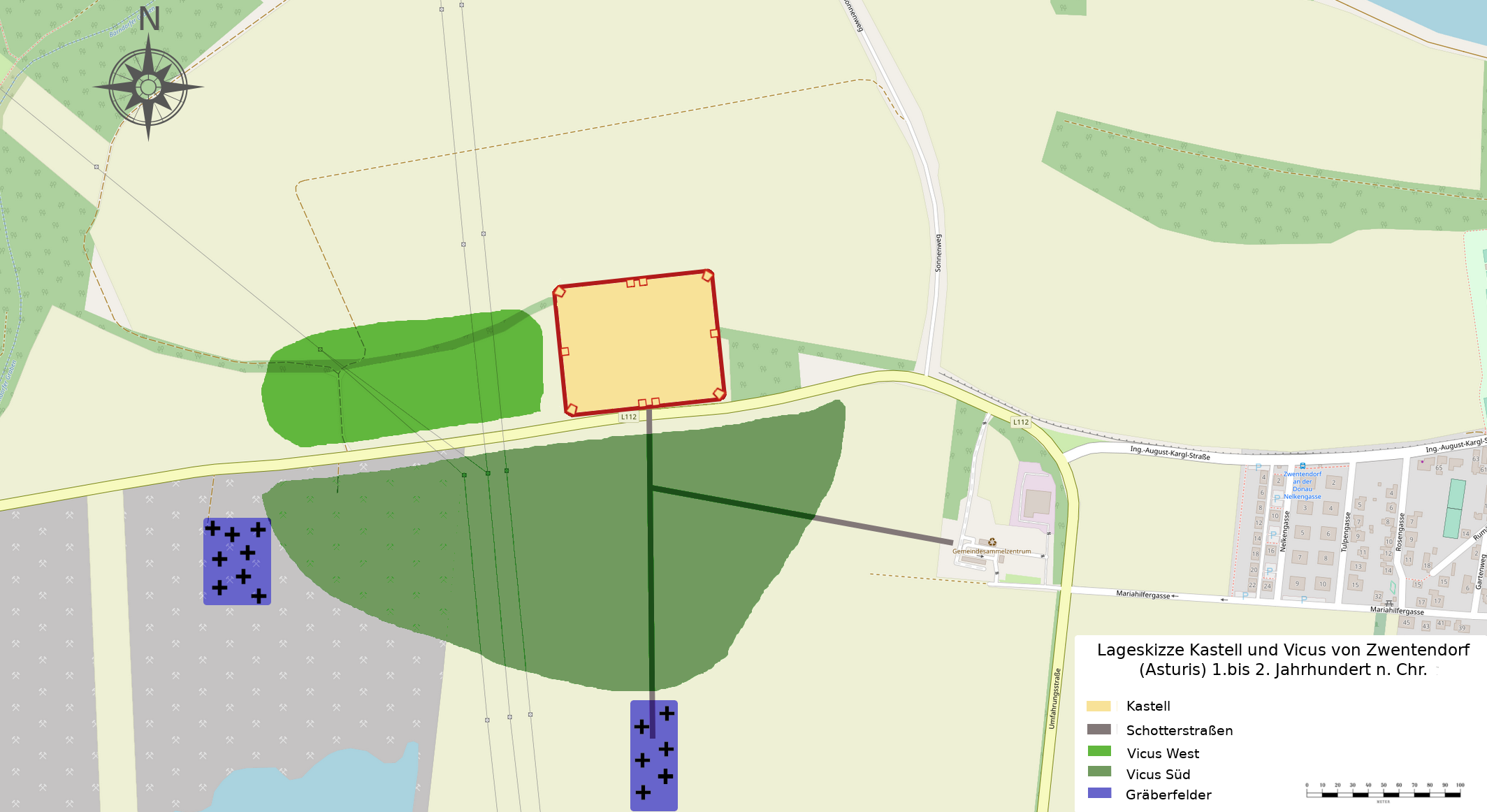
Kastell und Vicus von Zwentendorf, 1. bis 2. Jahrhundert n. Chr.

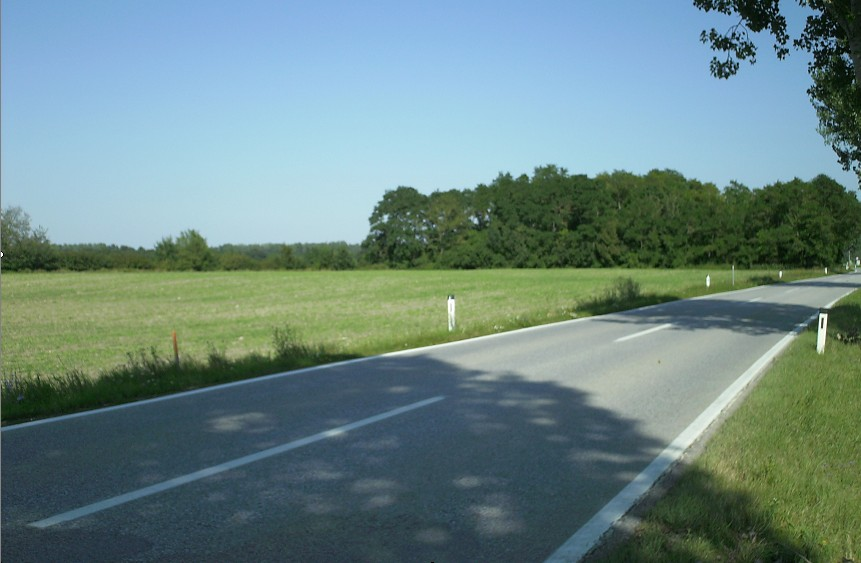
Das Waldstück Weingartl oder Remise, links der Bundesstraße 226, bedeckt heute teilweise das Areal des Kastells, Blick aus Südwest.

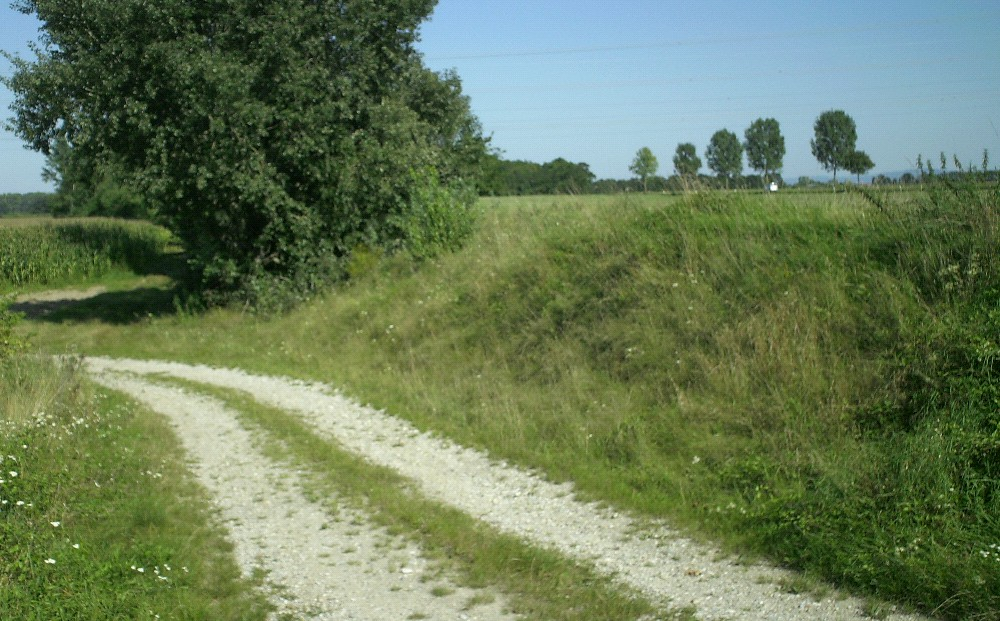
Nördlicher Abbruch der Niederterrasse, Blick aus West

Römische Gewandfibel in Form eines Seepferdchens aus Zwentendorf, gefunden 1969

Römische Funde aus dem Kastell: rechts und links oben, Gewandfibeln, unten, Terra Sigillata aus Rheinzabern (Tabernae), 2.–3. Jahrhundert

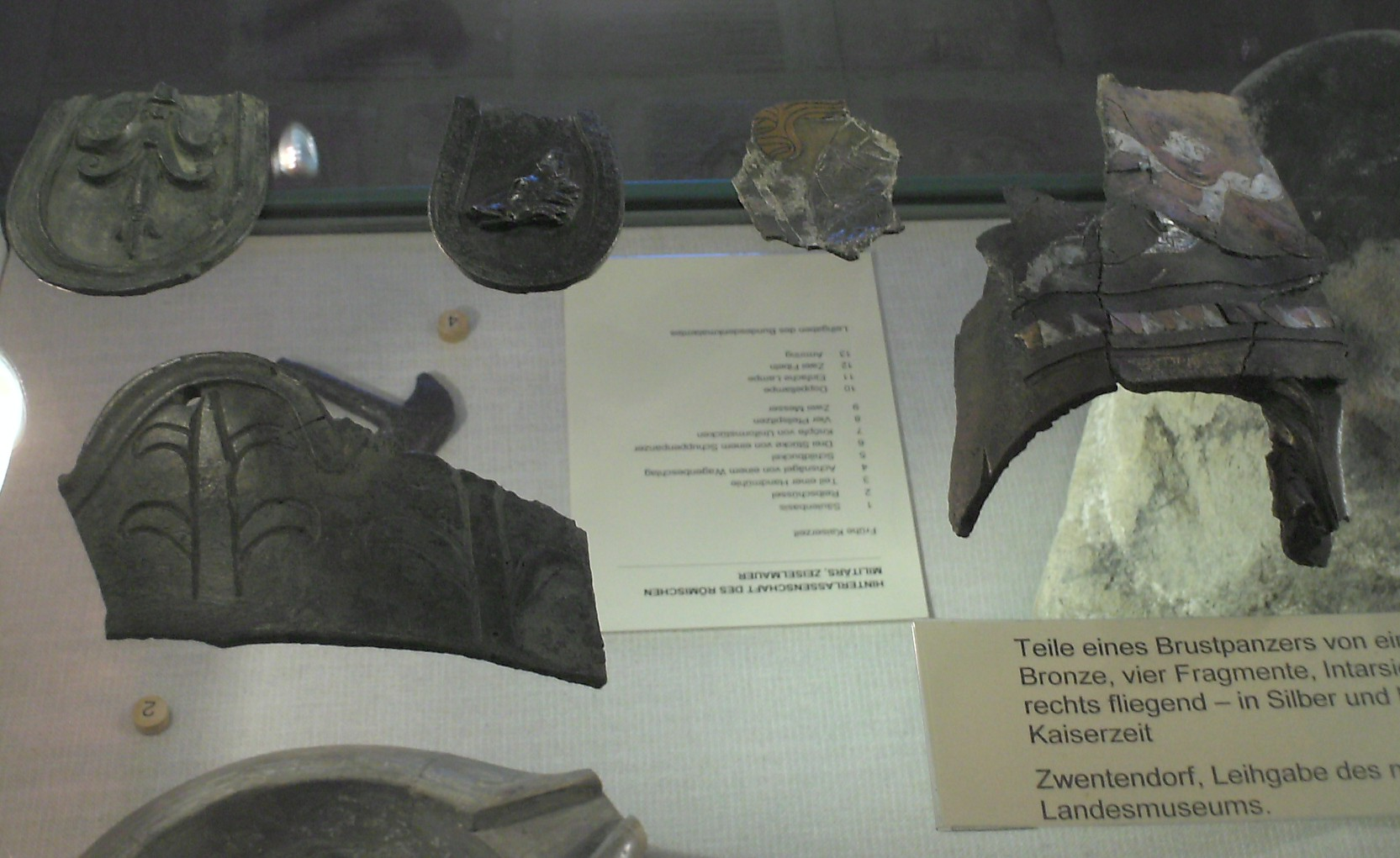
Fragmente einer Bronzestatue mit Silbereinlagen aus dem Kastell Zwentendorf (Römermuseum Tulln)

Kastell Zwentendorf war Teil der Festungskette des römischen Limes Noricus in Österreich und liegt im Bundesland Niederösterreich, Bezirk Tulln, Gemeinde Zwentendorf.
Das nur in seinem südwestlichen Bereich erhaltene Areal des Hilfstruppenkastells (Auxilia) wurde im Zuge einer mehrere Jahre dauernden Ausgrabung am Ende der 1950er, Anfang der 1960er Jahre teilweise freigelegt und untersucht, danach wieder zugeschüttet. Es zählt zu den am besten erforschten Limeskastellen in Österreich. Gemeinsam mit dem Lager werden im Artikel auch die beiden Wachtürme von Maria Ponsee behandelt. Das Bodendenkmal ist seit 2021 Bestandteil des zum UNESCO-Weltkulturerbe erhobenen Donaulimes.

## Name
In der Tabula Peutingeriana ist an der Route Vindobona–Lauriacum eine Station namens Piro torto verzeichnet, die je 8 römische Meilen von Commagenis und Trigisamum entfernt war. Der antike Name des Kastells wurde anfangs auch mit Piro torto gleichgesetzt (Friedrich von Kenner, M. Klein, Eduard Zenker). Es wurde zunächst u. a. auch bei Pischelsdorf vermutet.
Kurt Hetzer schlug erstmals vor, Piro torto bei Zwentendorf/Krottendorf zu lokalisieren, da dieser Punkt etwa 12,3 km von Tulln und 11,2 km von Traismauer entfernt lag. Weiters liegt es in der Mitte der sogenannten drei „Bierbaumgemeinden“ (Moosbierbaum, Oberbierbaum und Bierbaum am Kleebühel). Bierbaum bedeutet eigentlich Birnbaum und Piro torto könnte man somit nach Ansicht Hetzers mit „gekrümmter Birnbaum“ übersetzen. Stichhaltige Beweise konnte er aber für diese These keine erbringen.
Franz Ertl versuchte sogar Favianis ins Treffen zu führen, da u. a. die im gleichnamigen Kastell stationierte Flotteneinheit dort eine gute Operationsbasis vorgefunden hätte und in der Severinsvita auch die dortigen Obstgärten erwähnt sind. In der Vita wird aber auch das oppidum Asturis erwähnt, in dem sich Severin kurzzeitig aufgehalten haben soll.
Aufgrund der zahlreichen Funde von Ziegelstempeln der cohors I Asturis nahm Herma Stiglitz den Namen Asturis für das Zwentendorfer Kastell an. Piro torto wird nicht in der Notitia Dignitatum (ND) erwähnt. Für Stiglitz war es nur eine Station des staatlichen Kurierdienstes (cursus publicus), von der sich möglicherweise die Namen der drei Bierbaumorte abgeleitet hatten. Ausschlaggebend waren für sie auch die Größe des Kastells, die für 500 Mann (cohors quinquenaria) ausgerichtet war, die Lage westlich von Cannabiaca und der Umstand, dass in der Severinsvita von der völligen Zerstörung Asturis’ um 500 n. Chr. berichtet wird. Diese Theorie wird allerdings nicht einhellig in der Fachwelt anerkannt. Ein in Zwentendorf gefundenes Bleietikett (Tessera) nennt einen Standartenträger (Signifer) aus Asturis (Novelli / signiferi // sin(gularis eques?) ab Astur(is)). Auch die heutige Forschung plädiert aufgrund von Ziegelstempelfunden und einer auch auf mehreren Militärdiplomen für Noricum genannten cohors I Asturum für Asturis.

## Lage
Die Gemeinde Zwentendorf liegt ca. 13 km westlich der Bezirkshauptstadt Tulln, unmittelbar am Ufer der Donau. Das Kastellareal umfasst einen Acker und den Rand eines kleinen Waldstückes, genannt „Remise“ oder auch „Weingartl“. Dieses befindet sich ungefähr 1,5 km westlich des Ortskerns und des Donauufers nach der Abzweigung zum AKW Zwentendorf, zwischen der Landesstraße L112 und dem Wagram. Oberirdisch ist vom Kastell nichts mehr zu sehen, seine von Archäologen freigelegten Überreste mussten nach den Grabungskampagnen in den 1950er- und 1960er-Jahren wieder zugeschüttet werden, da das Areal landwirtschaftlich genutzt wird. Das Kastell lag zur Römerzeit auf einer etwa zwei Meter hohen, vor Hochwasser geschützten nach Norden hin abfallenden Niederterrasse, wie aus einer deutlich erkennbaren Geländestufe noch heute ersichtlich ist, unmittelbar an einem ehemaligen Uferstreifen der Donau, die im Laufe der Jahrhunderte auch die nördliche Hälfte des Kastellareals restlos abgeschwemmt hat. Das Ufer des Hauptstromes befand sich in der Antike in unmittelbarer Nähe, sodass man vom Kastell aus einen direkten Zugang zur Donau hatte und trotzdem gleichzeitig durch die sumpfigen und damit nur schwer überwindbaren Flussauen geschützt war.

## Straßenverbindungen
Vom Südtor führte der Fahrweg zu der weiter südlich verlaufenden Limesstraße, die von Vindobona über Tulln (Comagena) nach Traismauer (Augustianis) und Mautern (Favianis) bzw. Sankt Pölten (Cetium) weiterführte. Ein weiterer Fahrweg führte von der Südwestecke des Kastells nach Südwesten, eine andere Nebenstraße verlief im Südosten am Kastell vorbei. Das römische Straßennetz rund um Zwentendorf konnte bis heute nicht genau lokalisiert werden. Es gilt jedoch als sicher, dass das Kastell darin eingebunden war.

## Funktion
Zusammen mit den benachbarten Kastellen von Comagena (Tulln) und Augustianis (Traismauer) hatte die Besatzung von Zwentendorf – neben der Grenzüberwachung und Nachrichtenweitergabe – wohl vor allem die Sicherung der Verkehrswege im Tullner Becken zu gewährleisten. Beim Kastell trafen wichtige Straßen aus dem Norden (vom Böhmerwald und von Wagram) und Süden (Alpenvorland) zusammen und führten in Richtung Donautal weiter.

## Forschungsgeschichte

### 19. Jahrhundert
St. Neill führte 1883 auf dem Areal erste oberflächliche Untersuchungen durch und stellte fest, dass zwar über Tage keine römischen Ruinen aufgefunden wurden, jedoch „… rundes starkes Mauerwerk …“ vorhanden war. Nach einem Bericht des Dorflehrers von Zwentendorf, Anton Zündel, waren damals im Waldstück des sogenannten Weingartl noch größere Mauerreste einer mittelalterlichen Turmruine („Krottenturm“) zu sehen. Auch auf der Schweickhartischen Karte von 1831 ist u. a. westlich von Zwentendorf ein Gebäude eingezeichnet, das vermutlich den Standort dieser Anlage markierte. Im Franziszeischen Kataster (1817–1861) ist auf dem Blatt für Zwentendorf die Parzelle 729 als „Grottenthurm Braiten“ angegeben. Die Mauerreste wurden gegen Ende des 19. Jahrhunderts von der Gutsverwaltung gesprengt, um das Grundstück als Weingarten nutzbar zu machen. Der Volksmund berichtete von angeblich vergrabenen reichen Schätzen, die es dort noch zu heben galt. Es sind aber nur einige Lesfunde von römischen Münzen bekannt. Vereinzelt wurden auch römerzeitliche Gräber entdeckt. Anton Zündel vermutete dort ein römisches Militärlager. Die Existenz eines Kastells in diesem Abschnitt wurde zwar grundsätzlich von der Fachwelt nicht in Zweifel gezogen, man vermutete es jedoch in Piro Torto, das man mit Pischelsdorf gleichsetzte. Für Zwentendorf wurde nur eine römische Zivilsiedlung angenommen.

### 20. Jahrhundert
Nach Ende des Zweiten Weltkrieges widmete die österreichische Limesforschung ihre Aufmerksamkeit wieder der unmittelbaren Umgebung von Zwentendorf. Verstärkt auf das Gebiet um das sog. Weingartl. Hans P. Schadn zeichnete 1950 in seiner Hausbergkarte im Westen von Zwentendorf einen „Hausberg mit Mauereinbauten und urgeschichtlichen Funden in Zwentendorf an der Donau (Krottendorf)“ ein. Dieses Objekt erscheint 1948 bei F. Halmer ebenfalls als „Krottenturm“ oder „verschwundene Burg“. Auch Otto Biack vermutete dort zuerst Mauerwerk aus der Römerzeit, lehnte später jedoch das Vorhandensein einer Limesbefestigung in dieser Region ab. Ab 1953 ließ das Bundesdenkmalamt zahlreiche Suchschnitte ausheben. Diesen folgten Ausgrabungen unter der Leitung von Herma Stiglitz (Österreichisches Archäologisches Institut mit Unterstützung des Niederösterreichischen Landesmuseums), die Umfang und Bauphasen des Kastells klärten. Im Jahr 1952 kamen bei Renovierungsarbeiten an der Pfarrkirche von Zwentendorf zwei römische Reliefs zum Vorschein, die eine Jagdszene und ein Totenmahl darstellten. Dieser Glücksfall und die nähere Erforschung des Geländes durch Kurt Hetzer, der auch schon vor dem Zweiten Weltkrieg dem Niederösterreichischen Landesmuseum derartige Funde gemeldet hatte (Hetzer machte immer wieder auf die zahlreichen Funde von römischer Keramik und Ziegelstücken im Weingartel aufmerksam), gaben den Anstoß für die erste systematische wissenschaftliche Untersuchung des Geländes im Jahre 1953 durch die Ur- und Frühgeschichtliche Abteilung des Niederösterreichischen Landesmuseums in Zusammenarbeit mit dem Österreichischen Archäologischen Institut. Herma Stiglitz, Franz Hampl und Eduard Vorbeck setzten sich dabei zum Ziel, das Kastell, ein Gräberfeld aus dem 10.–11. Jahrhundert und mittelalterliche Befestigungen auszugraben. Diese Grabungen zogen sich bis 1962 hin. Um die große Anzahl der Funde auch angemessen präsentieren zu können, wurde dafür eigens im Juni 1963 das Museum in Zwentendorf eröffnet. Die Ergebnisse der Kampagnen von Stiglitz wurden 1975 auch umfassend im Rahmen der Publikation Der Römische Limes in Österreich, Heft XXVI, veröffentlicht.
Unter Aufsicht des Bundesdenkmalamts konnten 1981 im Bereich des Lagers einige Oberflächenfunde (Pferdefibel, Münzen, Lunulaanhänger, Bronzelöffel, bronzener Pinienzapfen und Keramikscherben) aufgelesen werden, die sich heute in Privatbesitz befinden. Im Jahr 1994 wurden Luftbilder des einstigen Kastellareals angefertigt. Deren Auswertung zeigte eine aus dem Südtor führende Straße und den vicus südlich und westlich des Lagers. Zusätzlich konnte der Verlauf eines dritten Wehrgrabens verfolgt werden, der in 35 Meter Abstand neben den beiden bereits bekannten Grabenanlagen angelegt war.

### 21. Jahrhundert
In den Jahren 2001 bis 2005 wurde Archeo Prospections beauftragt, das Areal im Südwesten des Kastells sowie Planquadrate westlich, südwestlich und südlich (circa 9,8 ha) mittels Georadar zu scannen. Diese Messungen hatten zum Ziel, die Ergebnisse zum Vergleich mit weiteren Vicusbefunden u. a. in Mautern heranzuziehen. Die Auswertung ergab neben der schon erwähnten Straße, die aus dem Südtor führte, noch einige weitere Nebenstraßen; daran schloss sich der Lagervicus an, der eine deutliche Parzellierungseinteilung aufwies. 280 Meter südlich des Kastelltores waren kleinere Grabbauten als rechteckige Mauerwerke, alle entlang der Hauptausfallstraße, zu erkennen. Im Jahre 2005 wurde auf einer Fläche von acht Hektar südlich des Kastells entlang der zur Limesstraße führenden Trasse eine weitere Untersuchung durchgeführt. Die Auswertung der rund 4000 Fundstücke (vor allem Keramik) ließ Rückschlüsse auf die Nutzung der Siedlungs- und Gräberfeldareale in der mittleren Kaiserzeit und auch in der Spätantike zu. Bis 2007 konnten durch weitere Grabungskampagnen zahlreiche wichtige Erkenntnisse über weitere bauliche Details dieses Kastells gewonnen werden.

## Entwicklung
Das Kastell dürfte aufgrund der Münzfunde (Galba und Domitian) unter den flavischen Kaisern (Vespasian, Titus und Domitian) in der zweiten Hälfte des 1. Jahrhunderts n. Chr. errichtet worden sein. Diese Zeitstellung gilt als gesichert, da eine Fibel und ein Kettenpanzer des 1. Jahrhunderts aus dem Keller der principia geborgen werden konnten. Das Holz-Erde-Lager (von dem nur ein Brunnenschacht – Brunnen 1 – und das Südtor nachgewiesen werden konnten) hatte jedoch keinen langen Bestand.
Der Umbau in ein Steinlager ging wohl rasch und ohne nennenswerte Störungen vonstatten. Aufgrund der Funde in der Verschüttung des obgenannten Kellers und einer im Lager entdeckten Münze des Trajan (112 n. Chr.) vermutet Herma Stiglitz diesen am Beginn des 2. Jahrhunderts n. Chr. Der Neubau stand vermutlich auch mit den großangelegten Truppenverschiebungen, die Trajan in Noricum und Pannonien zu dieser Zeit für seine Dakerkriege vornahm, im Zusammenhang. In dem darauffolgenden – sehr ruhigen – Zeitabschnitt wurden einige Adaptierungen vorgenommen, die vor allem an den principia (Räume B und C) abzulesen sind. Das Ende dieser Friedensperiode wird durch eine Brandschicht markiert, die besonders gut an den Kasernenbauten beobachtet werden konnte. Die nächsten großangelegten Bauarbeiten erfolgten um 200 n. Chr. Aufgrund eingestampfter Brand- und Lehmhüttenschichten dürfte das Lager in den Markomannenkriegen wiederum schwere Schäden erlitten haben.
Im Zuge der militärischen und administrativen Reformen unter Diokletian und Konstantin I. modernisierte man auch die Befestigungsanlagen. Letztmals scheinen im Lager aufgrund der Teilung des Heeres in Limitanei und Comitatenses größere Umbauten vorgenommen worden zu sein. Überaus schwierig ist jedoch die Frage zu beantworten, in welchen Zeitraum genau diese letzte große Umbauphase (Steinperiode II) zu datieren ist. Stiglitz favorisiert die Zeitspanne zwischen der Herrschaft von Konstantin I. und Valentinian I. Die zahlreichen Festungsbauten und -umbauten unter Konstantin an der Rheingrenze beispielsweise weisen durchwegs runde Türme auf. Es lässt sich auch eine gewisse Bevorzugung dieses Gebietes unter diesem Kaiser feststellen. Valentinian stammte aus Pannonien und unternahm große Anstrengungen den Donaulimes wieder zu stärken, weswegen er sich auch häufig in dieser Region aufhielt. Auch die in Noricum oft zu beobachtende, allmähliche Umwandlung der Kastelle in Wehrdörfer konnte man in Zwentendorf eindeutig nachweisen. Die letzten baulichen Veränderungen an den Wehranlagen zur Zeit des Theodosius I. waren nur noch notdürftige Ausbesserungen und Anpassungen an die Bedürfnisse einer weitgehend autonomen Siedlung. Aufgrund der Beobachtung einer größeren Brandschicht und diverser Keramikscherben wird in der Forschung von einer gewaltsamen Zerstörung des oppidum im späten 5. Jahrhundert ausgegangen, wofür ostgotische latrones (Plünderer) verantwortlich gewesen sein könnten.

## Kastell

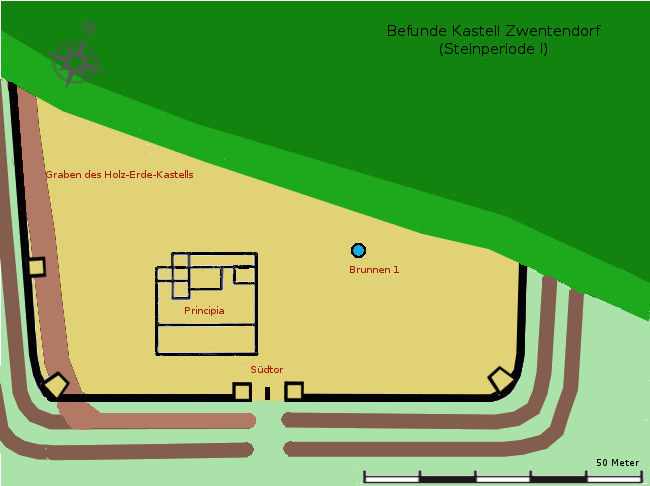
Befundskizze der Steinperiode I mit Wehrgraben der Holz-Erde-Periode

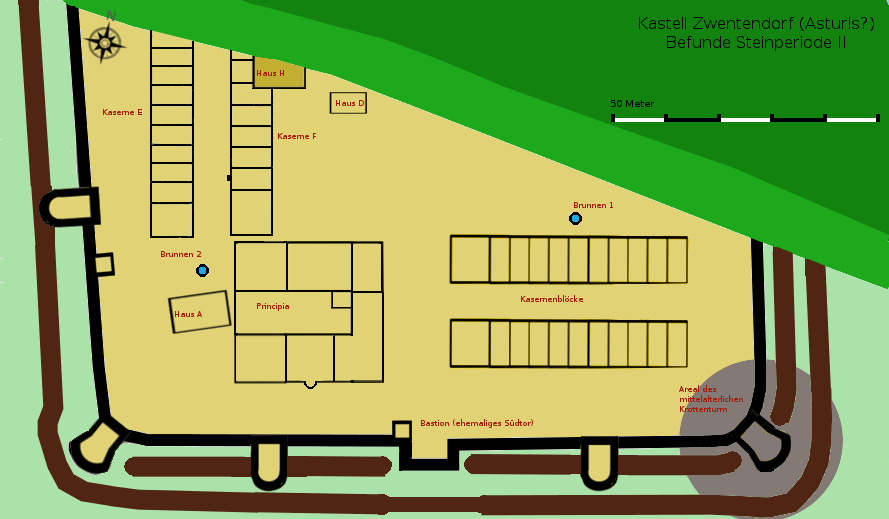
Befundskizze der Steinperiode II mit Zubauten des Oppidums, rechts das Areal der mittelalterlichen Turmburg

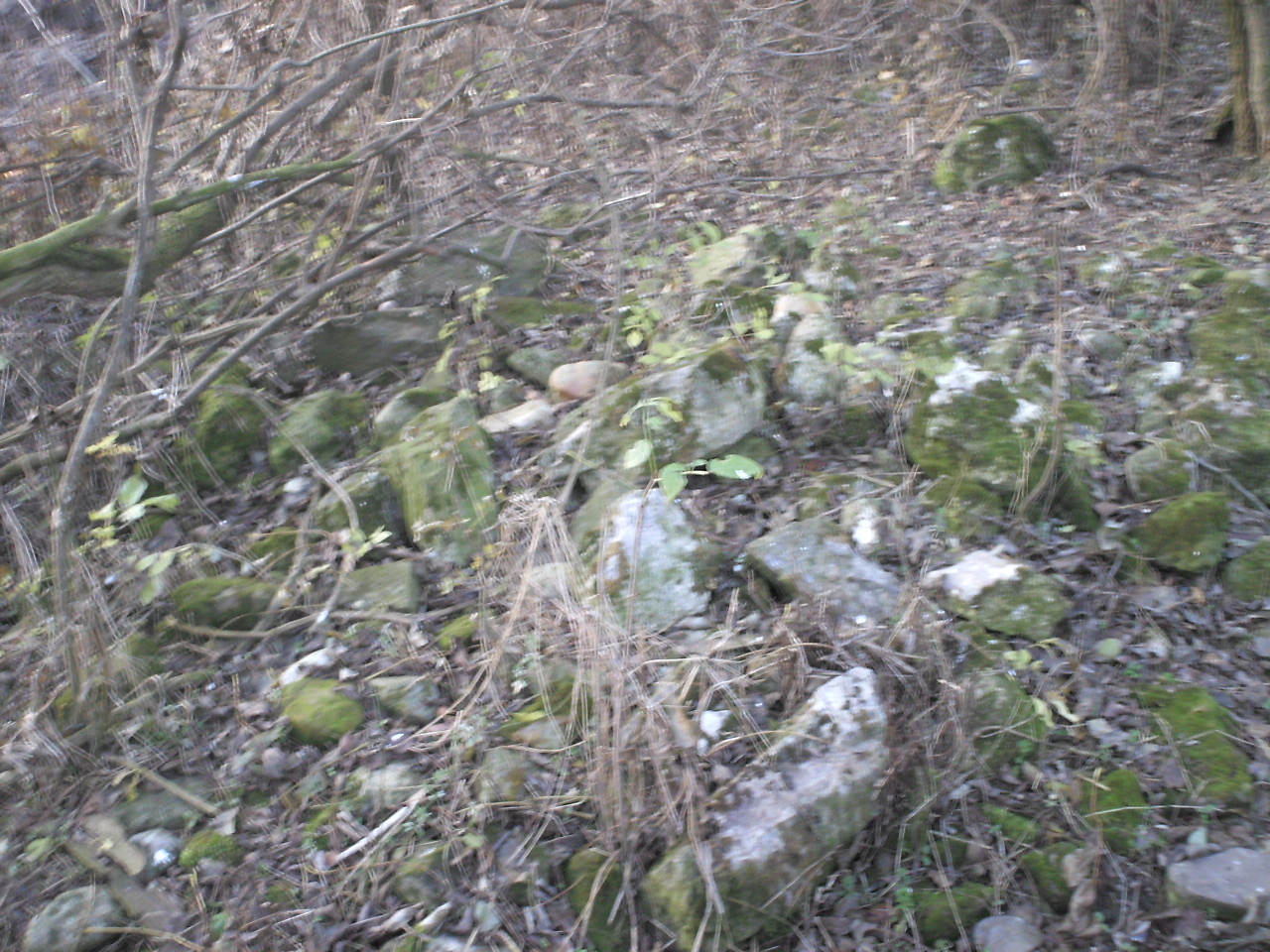
Bruchsteinhaufen im Weingartl, möglicherweise Überreste vom südöstlichen Fächerturm

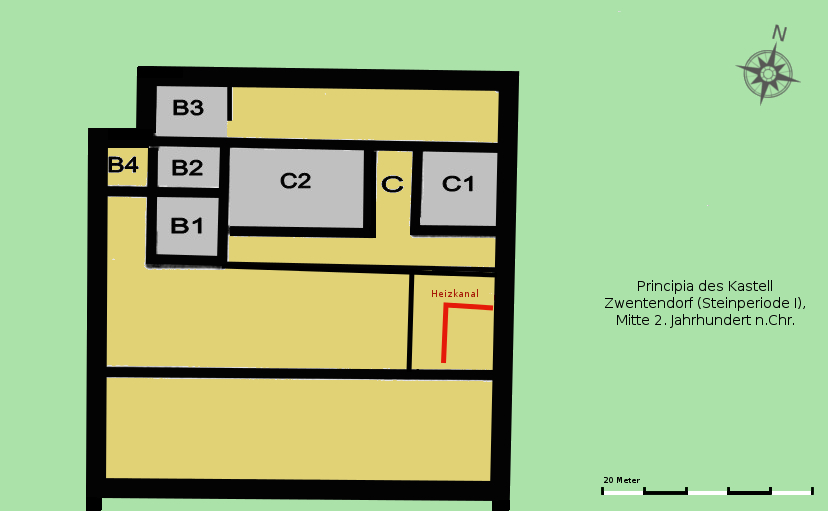
Befundskizze Principia der Steinperiode I

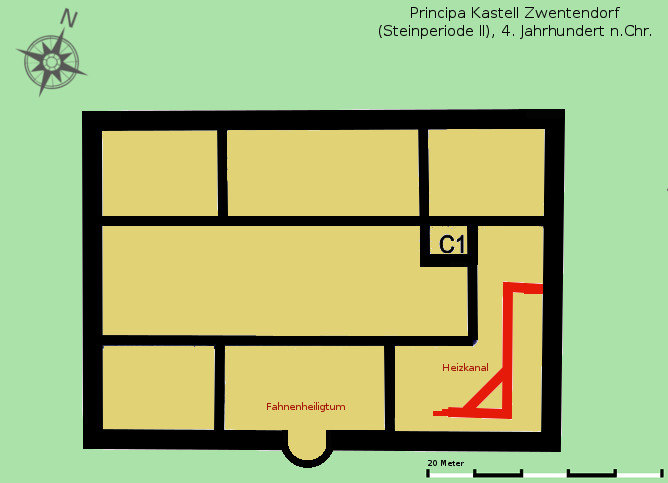
Befundskizze Principia der Steinperiode II

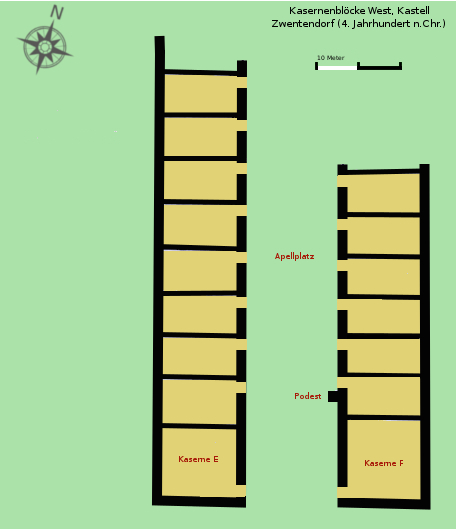
Grundriss der nordwestlichen Kasernenblöcke E und F

Da der Bereich der Lagerfläche aufgrund der intensiven landwirtschaftlichen Nutzung nie überbaut wurde, blieben beträchtliche Reste der Anlage erhalten. Der quadratische Grundriss des Kastells ist gegen Westen hin stark verzogen um es der damaligen Topographie bestmöglich anzupassen. Die Grabungen am westlichen Hufeisenturm zeigten, dass dort ursprünglich ein Donauarm vorbeiführte.
Insgesamt konnten drei Bauphasen festgestellt werden. Die Innenbauten, Kasernen und ein als principia (Stabsgebäude) gedeuteter Gebäudekomplex, waren ebenfalls mehrphasig. Die spätantike Innenbebauung folgte nicht mehr dem vorangegangenen Schema und hatte überwiegend zivilen Charakter. Die für Noricum typischen spätantiken Adaptierungen an den Befestigungen lassen sich anhand zweier Fächer-, dreier Hufeisentürme und eines rechteckigen, bastionsartigen Baus an Stelle des Südtores erkennen. Zusätzlich wurde im Kastellareal auch ein Gräberfeld aus dem 10.–11. Jahrhundert (Münze von Boleslaw II, gest. um 999) und eine mittelalterliche Befestigungsanlage (der weiter oben erwähnte „Krottenturm“) entdeckt.

### Holz-Erde-Periode

#### Wall und Grabenanlagen
Die Nord-Süd-Ausdehnung des ersten Zwentendorfer Kastells betrug mit dem Graben annähernd 100 Meter. Die West-Ost-Ausrichtung wird mit 154 Metern angenommen. In den 1950er Jahren konnte festgestellt werden, dass die erste spätflavische Holz-Erde-Befestigung ein typisches (allerdings stark verzogenes) Rechteck bildete und an ihrer West-, Süd- und Ostseite von einem etwa 5–7 Meter breiten und 1,70 Meter tiefen Graben umgeben war. Dieser verlief schräg von Nordwesten nach Südosten und folgte damit wahrscheinlich exakt dem Lauf eines heute verlandeten Donauarmes. Er war mit 7 Meter breiter und 1,70 Meter tiefer als seine Nachfolger. Vermutlich war er grundwasserführend (Vergleich mit Lagerbrunnen) und beschleunigte wohl die Abschwemmung des nördlichen Kastellareals, da dort auch exakt der Geländeabbruch ansetzt. Der mit dem Grabenaushub aufgeschüttete Erdwall war an seiner Innenseite fast senkrecht und somit viel steiler als an seiner Außenseite. Der Wehrgang bestand aus Holz. Steinmaterial wie beispielsweise bei dem Murus Gallicus wurde nicht verwendet. Dies beweist die Planierungsschicht der nachfolgenden Periode (Steinperiode I), die nur aus Humus bestand.

#### Tore und Türme
Von den Toren konnte nur das südliche, circa in der Mitte des Walles, mit einer 1,80 Meter breiten und 5 Meter langen Durchfahrt nachgewiesen werden. Dort befanden sich auch die Tortürme und ein Torverbau von Steinperiode II und III. Man nimmt an, dass das Lager im Osten und Westen keine Toranlagen besaß. Im Westen konnte auch keine Unterbrechung des Kastellgrabens beobachtet werden. Dies kam auch bei anderen Limeskastellen wie beispielsweise in der Holz-Erde-Periode des Kastells Saalburg vor. Herma Stiglitz vermutet ein kleineres Tor im Norden, das als Zugang zu einem Anlegeplatz am Donauufer gedient haben könnte.

#### Innenbauten
Von den Innenbauten blieben nur Pfostenlöcher und Balkenabdrücke erhalten. Einzig unter den principia der Steinperiode I konnte ein Keller aus der Zeit der ersten Holz-Erde-Anlage nachgewiesen werden. Er bestand aus zwei Räumen, von denen der größere etwa 60 Zentimeter tiefer lag als der kleinere. Das Kellergeschoß war ursprünglich mit Holzbrettern (Fichten- und Eichenholz) verschalt. Der Zugang dürfte nur über eine Falltür und eine Leiter möglich gewesen sein. Im Westteil des Lagers konnte noch ein weiterer Keller beobachtet werden.

### Steinperiode I
Mitte des 2. Jahrhunderts n. Chr. wurde das Holz-Erde-Lager abgetragen; dessen Befestigungen wurden, vermutlich gleichzeitig mit denen der benachbarten Kastelle, in Steinbauweise neu aufgemauert. Der Grundriss dieses Lagers war zwar regelmäßiger, aber durch die Geländegegebenheiten an seiner Breitseite zur Donau im Südwesten ebenfalls leicht verschoben. Es nahm mit seiner Fläche wieder den Umfang des Holz-Erde-Lagers ein, hatte jedoch eine größere West-Ost-Ausdehnung. Mit Hilfe der erhaltenen Grundmauern zweier Kasernenblöcke aus späterer Zeit kann man trotz des verlorengegangenen, schätzungsweise 35 Meter langen Nordabschnitts eine flächenmäßige Ausdehnung von 160 × 131 Metern, das sind mehr als zwei Hektar, annehmen (Abmessungen ohne Wehrgräben). Ursache für die Vergrößerung des Lagers dürfte die Ablösung der früheren Stammtruppe gewesen sein. Als Grundmaß scheinen die römischen Ingenieure laut Herma Stiglitz den in dieser Region eher ungewöhnlichen illyrisch-makedonischen Fuß (27,2 cm) angewendet zu haben.

#### Kastellmauer
Sie bestand aus einer 1,10 bis 1,15 m breiten Bruchsteinmauer (Höhe etwa vier Meter, errechnet nach der Tiefe des Grabens), dessen Fundamenttiefe mit nur 0,60 m im Hinblick auf die vorgelagerten Gräben auffallend gering war. Auch im Bereich der Gräben des Holz-Erde-Kastells waren die Fundamente nicht verstärkt worden. Dies barg die Gefahr von Senkungen und Rissen im Mauerwerk. Als Erstes wurden wahrscheinlich die Befestigungen an Ost- und Westseite fertiggestellt. Während dieser Arbeiten blieb die Sicherheit durch die alten Erdwerke weiter gewährleistet. Nach Errichtung der Nord-Süd-Wälle ebnete man die nun im Lagerinneren gelegenen Gräben des Holz-Erde-Kastells mit Abbruchmaterial ein. Ob auch ein Erdwall hinter der Mauer aufgeschüttet wurde, war archäologisch nicht mehr nachzuweisen, ist aber sehr wahrscheinlich. Für einen solchen sprechen auch die Ausformungen der Ecktürme. Die Fundamente bestanden aus unbearbeiteten Rollsteinen, ihre unterste Schicht bildeten gelegte Rollsteine ohne Mörtelbindung. Über das Aussehen der Mauerkrone kann man mangels eindeutiger Funde nur spekulieren. Sie wird sich aber von denen der übrigen Kastelle am Limes nicht wesentlich unterschieden haben. Vom frühen Holz-Erde-Kastell wurde nur der Südwall wieder in die neuen Befestigungen einbezogen. An seiner Ost- und Südseite gab es zwei Wassergräben, an der Westseite nur einen, jeweils 4,60 bis 6,50 m breit und 2,40 bis 3 m tief, die offenbar mit Wasser geflutet wurden. Die Breite der Berme betrug etwa 2,40 m.

#### Tore und Türme
Die Lagerecken waren abgerundet und innen mit angesetzten Türmen verstärkt. Vom südwestlichen Eckturm war das Fundament noch gut erhalten, es reichte tief in den gewachsenen Boden hinein. Offenbar waren in diesem Turm auch schwere Wurfgeschütze (balliste) aufgestellt.
Als Haupttor fungierte nun das Südtor des Holz-Erde-Kastells. Es war durch zwei quadratische, größtenteils nach innen ragende und 4 × 3 m messende Flankentürme gesichert. Sie wurden später beim Bau des spätantiken Kastells wieder abgetragen. Vom westlichen konnte noch das Fundament nachgewiesen werden, vom östlichen nur die Fundamentgrube. Die Breite des Durchganges betrug ca. 8 m, wobei in der Mitte noch ein Abstützungspfeiler (spina) anzunehmen ist. Von der Ausfallstraße waren noch Spuren des Kiesunterbaues vorhanden.
An der Ost- und Westseite konnten wiederum keine Torbauten, dafür aber ein massiver rechteckiger Zwischenturm festgestellt werden. Seine Abmessungen betrugen 3,40 × 4,60 Meter, die Mauer war 80 Zentimeter stark. Der etwa zwölf Zentimeter dicke Estrichboden des Untergeschoßes war noch gut erhalten. Auffallend ist, dass die Fundamentstärke an der Lagermauer 1,40 Meter, an der Ostmauer des Turmes aber 2,40 Meter beträgt. Vermutlich war auch dieser Turm mit schweren Wurfgeschützen armiert worden. Das Erdmaterial über dem Estrich bestand aus Humus und nicht aus „Hüttenlehm“ wie der aus den benachbarten Sondierungsschnitten. Dies beweist, dass er wohl bis in die Spätantike verwendet wurde. Auch an der Ostmauer befanden sich Mauerreste eines innen angesetzten Zwischenturmes.

#### Innenbauten
Verbunden mit den Befestigungsanlagen wurden auch die Innenbauten völlig neu errichtet. Von den Kasernen haben sich nur geringe Reste erhalten, da sie von den Gebäuden der Steinperiode II überbaut wurden. Ziemlich sicher handelte es sich um keine Steingebäude, sondern um die in Kastellen dieser Art üblichen Fachwerkbauten mit Ziegeldächern. Im Kasernenblock E wurden die Trümmer eines Dachversturzes geborgen, die eine Stempelung der Ziegelei der legio II Italica aufwiesen. Diese werden in das letzte Drittel des 2. Jahrhunderts datiert, da auf ihnen noch nicht der Ehrenname „pia fidelis“ angegeben wird, den diese Legion erst ab 193 n. Chr. führte. Diese Kasernenbauten hatten vermutlich dieselbe Ausrichtung wie ihre Vorgängerinnen im Holz-Erde-Kastell.
Im Südwestsektor kam auch der Komplex der mehrmals umgebauten principia zutage. Größtenteils ein Fachwerkbau, nur zwei Räume waren komplett in Stein aufgemauert worden. Es maß 27 × 24 m. Gut erhalten waren noch die Estrichböden die sich, mit Ausnahme eines einzigen, in allen Räumen des Gebäudekomplexes fanden. Das Gebäude besteht aus den Raumanordnungen B (1–4) und C (2 und 3). Der älteste ist ein saalartiger Raum (evtl. das Fahnenheiligtum) der 5,30 × 5,70 m misst. Der Bodenestrich wurde hier zweimal erneuert, sodass er schließlich um 60 cm höher lag als das Bodenniveau der benachbarten Zimmer. Später wurde er nach Westen um 3,80 × 4 m vergrößert und erhielt so einen hakenförmigen Grundriss. Zwei apsidenförmige Rundungen an den Wänden dienten als Standplätze von Halbsäulen. In der Mitte fand sich eine 60 × 50 cm große Ausnehmung die wohl einst den Haltezapfen eines Altars aufnahm. Unterteilungen durch weitere Mauern konnten hier keine festgestellt werden. Bei Errichtung der principia wurde der schon oben erwähnte Keller des Vorgängerbaues zugeschüttet. Ein Grund hierfür könnte ein zu hoher Grundwasserspiegel gewesen sein. Im Osten wurden die Reste eines gemauerten Heizungskanals verfolgt, der aber durch spätere Umbauten stark gestört war. Vermutlich lagen hier die Wohnräume (praetorium) des Lagerkommandanten. Die Räume C 2 und C 3 waren durch einen mit einem Holzboden versehenen Korridor getrennt, der mit Putzresten und Hüttenlehm der eingestürzten Zimmerwände verfüllt war. Weiters konnten auch Reste von Holzbalken mit noch eingeschlagenen Eisennägeln geborgen werden. Im Westen sprang noch ein etwa 4 m breiter Raum nach Westen vor. Möglicherweise befand sich im Süden auch ein Hof mit einem Säulenrundgang.

#### Infrastruktur
Straßenreste aus dem Inneren des Kastells wurden nur im Süden in Form einer unregelmäßigen und stark zerstörten Steinpflasterung beobachtet.
Über die Sanitäreinrichtungen gaben die Ausgrabungen bislang keinerlei Aufschluss. Planmäßig angelegte Kanalisationen wurden nicht angetroffen, ebenso wenig ein Lagerbad. Ansonsten wurde das Lager von Brunnen aus mit Wasser versorgt. Einer war 3,50 Meter tief, hatte einen Durchmesser von 1,40 Metern und wurde vollständig ausgegraben. Ausgekleidet war er mit Holz und stammte noch aus der Zeit der ersten Lagerperiode (Brunnen 1). Ein anderer lag westlich der principia und war mit Stein ausgekleidet (Brunnen 2). Dieser konnte aber wegen akuter Einsturzgefahr nicht bis zur Sohle untersucht werden.

### Steinperiode II
Die meisten Überreste blieben vom letzten Bauabschnitt des Kastells erhalten. Größe, Ausrichtung und Grundriss des Lagers blieben unverändert. Wie auch bei der Mehrzahl der norischen Kastelle war das Steinlager II an den – ursprünglich abgerundeten – Ecken mit Fächertürmen (Mauerstärke 1,80 × 2,20 m) „nachgerüstet“ worden. Sie verfügten über kein Dach und dienten als Geschützplattform. Die schon vorhandenen Wehranlagen wurden, wenn noch brauchbar, weiterverwendet. Auch der Verlauf der Wehrgräben wurde größtenteils beibehalten, kleinere Abweichungen konnten nur an den Lagerecken beobachtet werden. Die neuen, viel massiveren Gussmörtelmauern waren so widerstandsfähig, dass sie im 19. Jahrhundert sogar den Sprengversuchen mit Dynamit standhielten. Als Baumaterial diente wiederum hauptsächlich Bruchstein, Vorder- und Rückseite wurden mit zurechtgehauenen Quadern verblendet. Auch bei Setzung der Fundamente war eine größere Sorgfalt an den Tag gelegt worden. Sie saßen ausnahmslos auf gewachsenem Untergrund auf. Selbst die untersten Steinschichten waren vermörtelt. In den oberen Fundamentschichten waren zusätzlich Ausgleichsschichten nachzuweisen. Weiters wurden auch Ziegelfragmente von Vorgängerbauten eingearbeitet. Der Mörtel selbst war fast reinweiß und enthielt keine Ziegelsplittbeigaben. Die Fundamente dieser neuen Anlagen begannen aus baustatischen Gründen erst zehn Zentimeter vor der Kastellmauer. Ein direkter Anbau dieser massiven Bastionen hätte wohl schon nach kurzer Zeit Druck- und Spannungsrisse in der älteren Wehrmauer verursacht. Die letzten Baumaßnahmen am Kastell scheinen aufgrund des Mangels an Mannschaften hauptsächlich die Zwischentürme betroffen zu haben. Einige wurden in der Endphase des Lagers wieder abgetragen um Platz für einen neuen Wehrgraben zu schaffen.

#### Kastellgräben
Das Grabensystem wurde in seinem Verlauf größtenteils unverändert beibehalten. Die neuen Ecktürme erforderten jedoch einige Abänderungen da die massiven Turmfundamente im weiten Bogen umlaufen werden mussten. Der Graben maß im SO 7,5 m in der Breite und hatte im Scheitel ungefähr 1,10 m Abstand vom Wehrgraben der Steinperiode I.

#### Türme und Tore

##### Fächertürme
Charakteristisch für fast jedes spätrömische Kastell am Donaulimes waren ihre Eckbastionen, die weit aus der Mauer hervortraten. Ihre Form ähnelte einem halbgeöffneten Fächer. Ihre Wangen waren exakt im rechten Winkel an die Kastellmauer angesetzt (sog. Hals). Die Abschlüsse des Halses waren durch einen viertelkreisförmigen Bogen verbunden. Die Innenmaße (für Zwentendorf) betrugen am Halsansatz 1 × 4,60 m. Die Mauerbreite variierte zwischen 1,80 × 2,20 m. Sie war mit den damals zur Verfügung stehenden Belagerungsgeräten nur schwer zu durchbrechen.
In Zwentendorf blieben die Fundamente von zwei Fächertürmen erhalten, insbesondere das des Südostturmes. Er wurde im 10. bis 11. Jahrhundert von den slawischstämmigen Bewohnern des Krottendorfes – möglicherweise – als Grabkapelle und dann bis ins späte Mittelalter als Kernwerk einer Motte genutzt (siehe dazu Krottenturm). Seine letzten Reste wurden Mitte des 19. Jahrhunderts abgetragen. Der Turm ragte über den Wehrgraben des ersten Steinkastells hinaus. Die Verfüllung dieses Grabens bestand nur aus Humus ohne Bruchsteineinschlüsse, woraus angenommen werden kann, dass die abgerundete Kastellecke in der Spätantike noch vollständig erhalten war. Das aufgehende Mauerwerk setzt sich deutlich vom Fundament ab, das circa 20 cm breiter ist. Neben dem Turm fand sich eine (neuzeitliche?) Feuerstelle, dessen Umfassungssteine noch von der Turmbekrönung stammen könnten. In seinem Inneren waren keine Bebauungsspuren mehr vorhanden.
Auch die Bausubstanz des Südwestturmes hatte im Laufe der Jahrhunderte tiefgreifende Veränderungen erfahren. Es bedurfte mehrerer Sondierungsversuche um seine Überreste lokalisieren zu können. Nachweisbar war nur mehr ein Rest des 1,80 m breiten Fundamentes von seinem frontseitigen Fächerbogen. Das Fundament war anscheinend schon vor langer Zeit ausgegraben und fast restlos beseitigt worden.

##### Hufeisentürme
Als Zwischentürme wurden an den Längsseiten hufeisenförmige Türme vor die Mauer gesetzt. Davon zwei am Südwall. Beide waren nahezu baugleich. Einer von ihnen war genau in der Mitte der Linie zwischen Toranlage und südlicher Ecke angebaut. Die Fundamentbreite betrug 1,80–2 m, seine Innenfläche dürfte um die 6,80 m betragen haben. Die Fundamente waren nicht mit der Kastellmauer verbunden. Ein dritter Hufeisenturm, Länge 8,60 m, Mauerstärke 1,60 m, Innenmaße 7,20 × 3 m, konnte an der Westseite ergraben werden, auch von ihm waren nur mehr die Fundamente vorhanden. Wahrscheinlich gab es an der Ostseite noch ein identisches Exemplar. Ihre Wangen setzten in gerader Linie an der Kastellmauer an und waren direkt in den einstigen Wehrgraben des Holz-Erde-Kastells hineingesetzt worden. Eine Überdachung wäre zwar bautechnisch möglich gewesen, war aber aufgrund der nur sehr geringen Menge von aufgefundenen Dachziegelfragmenten nicht zweifelsfrei nachzuweisen. In der Machart glichen sie jenen der Kastelle von Tulln und Traismauer. Im obersten Geschoß dienten vermutlich Rundbogenfenster als Schießscharten und Lichtquelle. Nach den Befunden zu urteilen, wurden die südlichen Türme noch in der Spätantike beseitigt und ein neuer Wehrgraben angelegt.
Die letzten Reste des Westturmes wurde erst in der Neuzeit abgetragen. Durch diesen Umstand blieben 20 cm des aufgehenden Mauerwerkes erhalten. Seine Abmessungen betrugen: Mauerstärke (ohne Fundament) 1,60 m, Innenmaße 7,20 × 3 m, Länge 8,60 m. Das aufgehende Mauerwerk liegt nicht exakt auf den Fundamenten auf, sodass der Fundamentvorsprung innen 16–40 cm beträgt und an der Nordmauer gänzlich verschwindet. Auch dieser Turm überlagert den Wehrgraben des Steinkastell I. Möglicherweise besaß er auch ein Kellergewölbe. Als einziger Turm ragt er an der Rückseite auch etwas in das Lagerinnere hinein. Das Turmfundament war fest mit dem der Kastellmauer verzahnt. Diese reichten aber nicht bis zum gewachsenen Grund hinab. An der Südmauer dieses Turmes lassen sich zudem deutlich zwei unterschiedliche Bauphasen ablesen. Möglicherweise wurde hier die Rückseite eines Vorgängerbaues (innen angesetzter Zwischenturm?) in den neuen Turm miteinbezogen. Der westliche Hufeisenturm deckte auch eine kleine – ca. 1,13 m breite – Pforte, die an seiner Südflanke aus der Kastellmauer herausgebrochen worden war. Von ihr war aber nur mehr die – direkt auf dem Fundament aufliegende – Türschwelle vorhanden.

##### Südtor
Den bemerkenswertesten Bauteil stellt das Südtor dar. Die ungefähr in der Mitte der Südfront des Kastells gelegene Toranlage war zu einer nach außen hin vorkragenden (12 × 7,80 m, Mauerstärke 1,80 m), rechteckigen Bastion erweitert worden. Die möglicherweise schon baufälligen Flankentürme der Steinperiode I wurden abgerissen, das Material (sofern nicht wiederverwendet) an Ort und Stelle einplaniert. Die Fundamente waren in etwa gleich tief wie bei den restlichen Türme der Steinperiode II. Am ehesten lässt sich dieses Bauwerk noch mit dem sog. Körnerkasten von Zeiselmauer vergleichen, obwohl seltsamerweise im Nordteil keinerlei Fundamente festgestellt werden konnte, d. h., dass es zum Lagerinneren hin offen war. Auch dieses Gebäude wurde erst in der Neuzeit eingeebnet und diente bis dahin wohl ebenfalls als Getreidespeicher wie Funde von Hülsenfrüchten andeuten. An der Westseite wurde weiters ein kleiner Durchlass entdeckt der circa 1 m breit war. Da hier auch die Fundamente unterbrochen waren vermutete man einen Kanalaustritt. Diese Annahme konnte jedoch nicht bewiesen werden.

##### Osttor
Ein Haupttor konnte bei den Grabungen in den 1960er Jahren nicht nachgewiesen werden. Es muss aber eine Möglichkeit gegeben haben auch mit einem Fuhrwerk in das Kastellinnere zu gelangen. Es kann nur im Osten gelegen haben da auch an der Westmauer keines entdeckt werden konnte. Dieses Tor wurde wahrscheinlich beim Untergang des Oppidums im 5. Jahrhundert zerstört. Die Ausgräberin begründet diese Theorie damit, dass über der Ostmauer zwei Skelette aus dem 10. und 11. Jahrhundert n. Chr. gefunden wurden. Das bedeutet, dass die Ostmauer zu dieser Zeit schon zerstört oder abgetragen und mindestens einen Meter mit Erde bedeckt war.

#### Innenbauten
Die Umbaumaßnahmen der Steinperiode II hinterließen auch bei den Gebäuden im Inneren des Kastells deutliche Spuren, wenn auch in unterschiedlicher Ausprägung.

##### Principia
Die principia wurde gänzlich neu erbaut, Altmaterial wurde hierfür keines verwendet. Das Gebäude war langgestreckt und bestand aus einem Nord- und einem Südtrakt. Diese waren wiederum in mehrere Räume unterteilt. Der gesamte Gebäudekomplex konnte archäologisch nicht mehr erfasst, seine genauen Ausmaße daher nur geschätzt werden. Sie betrugen 41 × 32,5 m. Der Neubau war wieder eine Fachwerkkonstruktion. Der Mauerunterbau wies nur eine Stärke von 45 cm auf und war äußerst mangelhaft ausgeführt. Außer im Raum C1 fanden sich nirgendwo mehr Estrichböden, die restlichen Räume dürften nur mit Stampf- oder Holzfußböden ausgestattet gewesen sein. C1 war auch der besterhaltene Raum der Anlage, man konnte sogar noch die Farbe des Estrichs (weiß) erkennen. Trotz des schlechten Erhaltungszustandes der principia konnte aber wiederum sein sacellum (Fahnenheiligtum) identifiziert werden. Es misst 8,80 × 15,60 m und liegt ca. in der Mitte des Südtraktes. An der Südwand befindet sich eine nur sehr kleine und unregelmäßig gemauerte Apsis. Bei deren Fundamenten lag eine grautonige Schüssel die wohl als Bauopfer hier zurückgelassen wurde. Weiters fanden sich auch wieder Fußbodenheizungen (Schlauchkanäle) die in Qualität und Bauausführung stark differierten, besonders im Ostteil des Gebäudes.

##### Kasernen
Auch die Kasernen wurden wieder in Fachwerktechnik hochgezogen. Zwei dieser Blöcke, E und F, zählten zu den besterhaltenen Gebäuden der Steinperiode II. Die Fundamente waren 40 cm breit. Aufgrund der zahlreichen Ziegelfunde ist davon auszugehen, dass sie ausnahmslos mit Ziegeldächern versehen wurden. Durch den von der Donau verursachten Geländeabbruch im Norden waren sie jedoch nicht mehr in voller Länge erhalten. Die Räume in beiden Blöcken waren fast gleich groß. Ihre Abmessungen betrugen 4,50 × 8,70 m bzw. 4,70 × 7,70 m. Die südlichen Kammern waren etwas größer, 9,60 × 7,60 m bzw. 8,20 × 8,80 m. Vermutlich dienten sie als Unteroffiziersquartiere. Die Räume hatten Stampfböden und öffneten sich auf einen dazwischenliegenden gepflasterten Hof. Ihre Türen (nach außen aufgehend) waren 1,10 m breit und befanden sich jeweils in der Süd- bzw. Nordecke. Ein kleines Postament an der Westwand von Block F könnte der Aufstellungsort einer Statue gewesen sein. In Block E konnte noch eine Feuerstelle angetroffen werden. Eine zwischen Block E und F etwa zwölf Meter breite Fläche fungierte wohl als Appellplatz. Die in anderen Kastellen häufig anzutreffenden überdachten Laubengänge gab es in Zwentendorf aber nicht.

##### Haus A
Dieser Bau lag westlich der principia. Von ihm fand man nur mehr eine dreiecksförmige Schlauchheizung und das Präfurnium, das aus Dachziegeln zusammengesetzt war. Drei von diesen waren mit Stempel der legio II Italica versehen. Die Stempelungen erlaubten eine Datierung in die Spätantike. Das Haus bestand ansonsten nur aus Holz, von den Abstützungen konnten noch einige Pfostenlöcher und Balkenabdrücke beobachtet, der Grundriss konnte nicht mehr rekonstruiert werden.

##### Haus D
Das sogenannte Haus D liegt im Zentrum des Lagers und wurde aufgrund seiner Mauertechnik wohl gleichzeitig mit den Hufeisentürmen errichtet. Seine Ausmaße betragen 6 × 10 m. Die Mauern waren sorgfältig aufgemauert und massiv (80 cm breit). Möglicherweise war das Gebäude zweistöckig. Insgesamt konnten zwei Bauphasen nachgewiesen werden. Das Gebäude war in Phase I mit einer 45 cm hohen, überwölbten Schlauchheizung mit einer technischen Besonderheit ausgestattet. Der Zwischenraum von Fundament und Heizschlauch war mit einer Schotterlage aufgefüllt. Dies war eine wirksame Methode die Wärme zu speichern und dann gleichmäßiger in die Räume abzugeben. Im Osten befand sich das praefurnium, im Westen war noch ein Teil des Rauchabzuges vorhanden. Der Innenraum des Gebäudes war ansonsten nicht unterteilt und mit einem dicken Estrichbelag ausgestattet. In Phase II wurde die Heizung wieder stillgelegt und der Kamin zugemauert, gleichzeitig wurde ein neuer Estrichbelag aufgebracht.

##### Haus H
Dieses Gebäude gehört in die Zeitperiode, als das Kastell nur mehr als befestigtes Dorf (oppidum) genutzt wurde. Es lag genau am Donauabbruch und überlagerte teilweise den nördlichen Teil des Kasernenblock F. Von ihm blieb ebenfalls nur die dreiecksförmige Schlauchheizung erhalten. Dieser verlief von West nach Ost, sein Praefurnium lag im Osten. Der Heizkanal war vollständig mit Ziegelplatten ausgelegt worden von denen 40 Stück eine Stempelung aufwiesen. Sie wurden in der Spätantike in Ybbs gebrannt und waren mit dem Stempel nach unten verlegt. Nach der Menge der aufgefundenen Asche zu urteilen, muss die Heizung relativ lange in Betrieb gewesen sein. Der Innenraum war möglicherweise über dem Dreieck des Heizungsschlauches und dessen Zuleitung zweigeteilt. Vom Gebäude haben sich ansonsten keine Reste erhalten.

## Garnison
Über die in diesem Kastell stationierten Einheiten können bis heute keine definitiven Aussagen gemacht werden.
Im Kastell geborgene Ziegelstempel verweisen mehrheitlich auf die Stationierung der Cohors V Breucorum und insbesondere der Cohors I Asturum, die möglicherweise für dieses Kastell auch namensgebend war. Ebenso finden sich Stempel der Legio II Italica, des spätantiken Dux Ursicinus, einige Exemplare der Legio I Noricum, sowie spätantike Ziegelstempel der sogenannten „OFARN-Gruppe“ mit der Aufschrift „OFARNMAXIMINAVIND“, und „OF ARN BONO MAG“. Die Frage, welche Einheiten hier tatsächlich den Wachdienst versahen ist bis heute unbeantwortet geblieben, diesbezügliche Inschriften und literarische Quellen sind entweder nicht vorhanden oder noch nicht bekannt geworden. Die aufgefundenen Ziegelstempel haben in dieser Hinsicht nur einen begrenzten Aussagewert.
| Zeitstellung                  | Truppenname | Bemerkung | Abbildung |
| ----------------------------- | --- | --- | --------- |
| 1. bis 3. Jahrhundert n. Chr. | Cohors quinta Breucorum civium Romanorum equitata („die fünfte teilberittene Kohorte der Breuker römischen Bürgerrechts“) | Unter den Ziegelfunden in Zwentendorf befand sich ein – in die Spätantike zu datierender – Stempel mit der Aufschrift COHVP. Da die Bruchlinie bedauerlicherweise genau durch den letzten Buchstaben verläuft, versuchte Herma Stiglitz diesen neben P auch als B oder R zu bestimmen. Demnach könnte er einst von Angehörigen der coh(hors) V P(annoniorum) bzw. B(reucorum) oder auch R(aetorum) hergestellt worden sein. Als eine norische Kohorte mit der Zahl V kam für Stiglitz nur die der Cohors V Breucorum in Betracht. Ausschlaggebend hierfür waren für Stiglitz auch die Verwendung des hier schon erwähnten makedonischen (oder norisch-pannonischen) Fußes der offensichtlich bei der Absteckung des Kastellareals verwendet wurde. Da diese Kohorte ja auch ursprünglich aus Pannonien stammte könnte sie bei den Baumaßnahmen dabei durchaus das in ihrer Heimat gebräuchliche Längenmaß mitgebracht und angewendet haben. Der Aufenthalt einer Cohors V Pannoniorum ist hingegen für diese Provinz nicht bekannt. Man weiß nur von einer cohors V Gallorum et Pannoniorum die auf einem Militärdiplom aus Moesia superior (Obermösien) genannt wird. Desgleichen finden sich keine Hinweise für die Stationierung einer V. Räterkohorte in Noricum, die ansonsten nur von einem Bruchstück einer Inschrift aus dem 2. Jahrhundert n. Chr. bekannt ist, die den Aufenthalt dieser Truppe im Kastell Naissus/Nisch (Obermösien) bezeugt. W. Wagner schließt dabei nicht aus, dass diese auch mit jener Einheit ident sein könnte die unter Hadrian an Britanniens Nordgrenze stationiert war. Die Cohors V Breucorum hingegen ist durch das Klosterneuburger Militärdiplom (80 n. Chr.) eindeutig für Pannonien nachzuweisen. In diese Zeitperiode fallen auch zwei in Carnuntum aufgefundene Grabsteine von Angehörigen dieser Truppe, ihre Verlegung nach Noricum wäre auch durch die umfangreichen Militäroperationen des Domitian erklärbar. Weiters ist ihr Aufenthalt in dieser Provinz zusätzlich durch Grabsteine aus Preims im Lavanttal (Kärnten) und Knittelfeld (Steiermark) nachgewiesen. Da auch zahlreiche pannonische Militärdiplome aus der Zeit um 80–90 n. Chr. diese Einheit in ihren Truppenlisten nicht mehr anführen scheint ihr Abmarsch aus Pannonia (Pannonien) so gut wie sicher zu sein. Nach ihrer (hypothetischen) Stationierung im Kastell Zwentendorf sind allerdings auch ihre weiteren Aufenthaltsorte in Noricum nicht mehr eruierbar. Nach Ansicht J. E. Bogars verblieb die Truppe jedoch noch bis ins 3., oder möglicherweise sogar über das 4. Jahrhundert hinaus, in dieser Provinz. Dies vor allem deswegen da sich diverse Ziegelstempel und ein vermutlich von Passau nach Weihmörting verbrachter Weihealtar eine Verlegung der Einheit nach Schlögen, Wallsee oder vielleicht sogar nach Passau (Boiodurum) und somit an die rätische Grenze vermuten lassen. |           |
| 2. bis 3. Jahrhundert n. Chr. | Cohors prima Asturum („die erste Kohorte der Asturer“)                                                                    | Der Name der Cohors I Asturum leitet sich wohl vom Stamm der Asturi ab der in Nordspanien beheimatet war. Der älteste Beleg für die Anwesenheit der Truppe in Noricum ist ein Militärdiplom aus Wels in Oberösterreich, es belegt, dass sie seit 106 dort stationiert war. Dies mag zwar noch kein Beweis dafür sein, dass sie seit der frühen Kaiserzeit in Noricum aufhältig war, jedoch weiß man, dass auch schon zu dieser Zeit neue Rekruten aus den Alpenstämmen angeworben wurden. Eine Inschrift des 1. Jahrhunderts aus Rom nennt einen Soldaten dieser Einheit, L(ucius) Cuspius Lautus. Seit dem 2. Jahrhundert n. Chr. ist die Einheit durch Inschriften in Noricum gut fassbar. Aus Virunum sind zwei Grabsteine von Soldaten, einem Benefiziarier, aus Flavia Solva und Iuvavum jeweils zwei Grabsteine von Zenturionen dieser Einheit bekannt. Auch der Präfekt C. F. Pal. Iulius Festus, von dem eine Ehreninschrift in Aquileia gefunden wurde, könnte unter Kaiser Trajan in dieser Einheit gedient haben. Aus dem 3. Jahrhundert kennt man den einfachen Soldaten M. Aurelius Titus Titianus, der auf einem Grabstein aus Pannonien genannt wird, und den eques (Reiter) Tiberius Claudius Zeno Ulpianus, der die Kohorte im Rahmen seiner prima militia befehligte. Dass derselbe seine beiden nachfolgenden Kommandoposten ebenfalls in Noricum und Oberpannonien antrat, könnte zumindest ein Indiz dafür sein, dass die Truppe auch noch im 3. Jahrhundert in Noricum ansässig war. Im Zusammenhang mit dem Fund drei weiterer Ziegelstempel, deren Aufschrift von Herma Stiglitz als COH I AST interpretiert wurde, versuchte sie auch die Anwesenheit einer weiteren Auxiliareinheit in Zwentendorf zu belegen. Da in Zwentendorf unterschiedlich große Kasernenbaracken entdeckt wurden, ist es gut möglich, dass im Kastell auch eine 1000 Mann starke Kohorte untergebracht werden konnte und nach der Truppenliste in der ND Asturis westlich von Cannabiaca liegt. Stiglitz versuchte Asturis auch anhand der Aussagen in der Vita Sancti Severini mit dem Kastell Zwentendorf gleichzusetzen. Jedoch ist die genaue Bedeutung der o. e. Ziegelstempel bis dato nicht zweifelsfrei erwiesen. So liest z. B. Hannsjörg Ubl sie als C.I.AS. Es muss daher die Stiglitz-Theorie, wie sie auch selbst zugibt, vorerst „… nur eine zur Diskussion gestellte Hypothese bleiben“. Auch die übrigen in Zwentendorf sichergestellten Ziegelstempel lassen keinen eindeutigen Nachweis für den tatsächlichen Truppenbeleg in diesem Kastell zu. |           |
| 4. bis 5. Jahrhundert n. Chr. | Limitanei („Grenzwächter“)                                                                                                | Über die Besatzung in der Spätantike ist mangels schriftlicher Quellen nichts bekannt. Einzig die Notitia Dignitatum (ND) nennt im Abschnitt des Dux Pannoniae Primae et Norici Ripensis einen Tribunen als Kommandeur einer nicht näher bezeichneten Kohorte im Kastell Asturis, der damit wohl eine Einheit der Limitanei unter seinem Befehl hatte. Da die Namenszuordnung des Kastell Zwentendorf aber nach wie vor ungeklärt ist, können hierüber auch keine genaueren Aussagen gemacht werden. |           |

## Lagerdorf
Die älteste Siedlungsperiode ist nicht vor der spätflavischen oder trajanischen Regierungszeit anzunehmen. In der mittleren Kaiserzeit erfolgte eine Verlagerung der Aktivitätszonen entlang der Südstraße an die Ost-West-Straße, besonders während der Zeit der Severer. Weiters waren intensive Kontakte der Siedlung mit Pannonien, insbesondere für die mittlere Kaiserzeit, nachzuweisen. Das ansonsten bei vielen anderen Kastellen beobachtete Nachlassen der Funde in der Zeit um die Markomannenkriege ist in Zwentendorf nicht festzustellen. Im späten 3. und im 4. Jh. n. Chr. erfolgte eine kleinräumigere, jedoch immer noch intensive Nutzung des Vicusareals.

### Ausdehnung
Das Lagerdorf zählte zum sogenannten „Straßentyp“, d. h. sein Kernbereich konzentrierte sich an den Rändern der Südstraße. Die bebaute Fläche des vicus Süd und West von Zwentendorf dürfte um die sieben Hektar betragen haben. Der vicus ist, entsprechend dem Kastell, das mit etwa zwei Hektar knapp Platz für eine cohors milliaria bot, deutlich kleiner als z. B. der von Mautern. Da die permanente Hochwassergefahr eine donaunahe Bebauung nicht zuließ, breitete er sich vor allem im Süden des Kastells entlang seiner Hauptausfallstraße aus, die den Anschluss an das Fernstraßennetz des Donaulimes bildete. Rund um den äußersten Lagergraben dürfte eine Fläche von 30 m Tiefe (Glacis) aus Sicherheitsgründen ausgespart geblieben sein.

### Bebauung
Unter den verschiedenen Haustypen dominierten Grubenhütten auf Streifenparzellen. Solche Behausungen wurden wahrscheinlich im Zuge einer Ablösung der Garnison durch neue Verbände und dem damit verbundenen Bevölkerungswechsel im vicus errichtet. Entlang der Straßen war das Vicusareal in streifenförmige Parzellen unterteilt, die zu beiden Seiten im rechten Winkel zum Verlauf der Fahrwege ausgerichtet waren. Ihre Breite wechselte zwischen 10,5 und 14 m, wobei der größte Teil der Parzellen etwa zwölf Meter breit war. Innerhalb dieser Grundstücke war der Bebauungsschwerpunkt eindeutig in den straßennahen Zonen zu erkennen. Die Bauten waren anhand rechteckiger grubenartiger Vertiefungen entlang des Straßenrandes und einzelnen Gruben im Mittel- bzw. rückseitigen Teil der Parzellen bestimmbar. Diese ca. 1,8–2 × 2,5–3 m messenden quadratischen Objekte können wohl ebenfalls als Stein- oder Erdkeller bzw. Hüttengruben angesehen werden. Entlang der Südstraße beobachtete Steinfundamente von einräumigen Hütten stammten, wie in Mautern, wohl aus der Spätantike. Entlang der Straße waren auch noch mehrere einzeln stehende Steinstrukturen von 4,5 × 5–6 m zu erkennen, wahrscheinlich ebenfalls die Fundamente von kleineren spätantiken Häusern. Im Westen des Kastells wurde eine Fläche von ca. 2,7 ha untersucht, wobei Gebäudereste bis auf eine Entfernung von 370 m westlich der Lagermauer feststellbar waren. Es konnten in diesem Planquadrat zwar keine nennenswerten Mauerstrukturen und auch keine Straße erkannt werden, jedoch bezeugen über 200 Objekte eine intensive Nutzung des Areals durch eine Bebauung mit einfachen Hütten bzw. deren Unterkellerungen. Das westliche Areal dürfte aber kaum annähernd so dicht bebaut bzw. durch Straßen und Wege erschlossen gewesen sein wie jenes im Süden. Der Großteil der Mauerstrukturen wurde im Laufe der Zeit durch die intensive landwirtschaftlichen Nutzung fast vollständig abgetragen.

## Gräberfeld
Etwa 280 m südlich des Lagertores endete der vicus und wurde von einem Gräberfeld mit mehreren einzeln stehenden rechteckigen Grabbauten bzw. -bezirken abgelöst. Ein Grabsteinfund aus der Flur „Haidbreiten“ ließ bereits vor Beginn der Messungen die Existenz einer kaiserzeitlichen Nekropole beim Kastell vermuten. Im gegenständlichen Areal waren bei der Prospektion drei Kreisgrabenanlagen unbekannter Zeitstellung aufgefallen. Diese Grabbauten wurden als etwa vier bis fünf Meter breite und bis zu zehn Meter lange Steineinfassungen identifiziert, die die Straße im Abstand von ca. sieben Meter begleiteten und auch, wie anhand der Luftbilder aus den 1990er Jahren erkennbar war, noch außerhalb des untersuchten Areals noch weiter nach Süden verliefen.

## Straßenverbindungen
Südlich des Kastells wurde auch eine parallel zur Flanke des Kastells verlaufende 3 m breite Schotterstraße erkannt, die sich vor der Südwestecke des Lagers in eine weitere, ebenfalls nach Süden führende Straße mündete. Deren weiterer Streckenverlauf konnte nicht mehr geklärt werden. Vom Südtor des Kastells zog sich die bereits erwähnte 6,5 m breite geschotterte Hauptausfallstraße ebenfalls nach Süden, und konnte noch über eine Länge von 300 m verfolgt werden.

## Oppidum
Durch die Armeereformen unter Diokletian und Konstantin I. wurde das Heer im 4. Jahrhundert n. Chr. in stationäre Einheiten (Limitanei) und mobile Truppen (Comitatenses) getrennt. Die Soldaten in den Grenzkastellen wurden nun zu sesshaften Bauern und Grundbesitzern, die sich weitgehend selbst versorgen mussten. Durch den kaiserlichen Erlass von 349 war es nun auch deren Angehörigen gestattet worden im Lager zu leben. Diese Umstände leiteten die langsame Entwicklung der Kastelle zu befestigten Zivilsiedlungen ein wie sie u. a. auch in der Vita Sancti Severini beschrieben werden.
Diese Transformation machte wohl auch das Lager von Zwentendorf durch. Wie bei anderen Kastellen am norischen und oberpannonischen Limes (Cannabiaca, Gerulata) fanden sich in Zwentendorf keine Anzeichen dafür, dass sich die Garnison dort ebenfalls in einem Burgus zurückgezogen hatte. Dies deutet darauf hin, dass das oppidum für die damaligen Verhältnisse relativ groß und für die Region bedeutend war.
In der Endphase des Lagers wurden an ihm keine größeren Umbauten mehr vorgenommen. Schäden besserte man nur notdürftig aus, den noch vorhandenen Altbestand passte man den neuen Bedürfnissen so weit als möglich an. An den Grundmauern der Kasernen befanden sich in unregelmäßigen Abständen Pfostenlöcher die von nachträglich angebrachten Abstützungen stammen könnten. Wahrscheinlich waren durch das Gewicht der Ziegeldächer die Wände immer brüchiger geworden und mussten abgepölzt werden. Bei der principia wurden ebenfalls Pfostenlöcher beobachtet die zu einem größeren Holzhaus (Haus A ?) gehört haben müssen. Sein Grundriss konnte jedoch nicht mehr rekonstruiert werden. Auch das ursprüngliche Bebauungsschema wurde nicht mehr eingehalten, die neuen Holzgebäude wurde quer über den Resten ihrer Vorgänger erbaut. Man hielt die herkömmliche Einteilung wahrscheinlich nur so lange aufrecht wie auch dessen Bauwerke noch zu gebrauchen waren. Wo eine Weiterverwendung nicht mehr möglich war, wurden sie abgerissen und durch einfachere Behausungen ersetzt.
Das Kastell der Steinperiode II war für einen Angreifer ohne schwere Belagerungsgeräte und gegen den Widerstand von entschlossenen Verteidigern im schnellen Sturm nicht einzunehmen. Der Fall der Festung konnte nur durch Aushungern der Besatzung oder Verrat erreicht werden. Zu ersteren waren die landsuchenden Beutegemeinschaften der Völkerwanderungszeit aber nur in den seltensten Fällen in der Lage. Die Anlagen mussten aber im Gegenzug von der Besatzung auch in Stand gehalten bzw. regelmäßig gewartet werden, was nur mit einem großen Personalaufwand und fachkundigen Handwerkern zu bewerkstelligen war. Dementsprechend mussten auch genügend Soldaten für die Besetzung von Toren, Türmen und Wehrmauern vorhanden sein. Laut dem Chronisten der Severinsvita, Eugippius, war jedoch gerade diese Dinge im späten 5. Jahrhundert n. Chr. zu einem großen Problem geworden.
Diese Zustände erklären vielleicht eine bemerkenswerte Beobachtung die bei den Ausgrabungen in den 1960er Jahren gemacht werden konnte. Die beiden Hufeisentürme der Südmauer waren, wie schon erwähnt, noch in der Spätantike bis zu den Fundamenten abgetragen worden um Platz für einen neuen Wehrgraben zu schaffen. Diese Abbrucharbeiten mussten der damaligen Besatzung aber große Mühen bereitet haben, da dem Gussmauerwerk im 19. Jahrhundert selbst mit Sprengstoff nur schwer beizukommen waren. Der Grund für ihren Abbruch kann nur dadurch erklärt werden, dass diese Türme durch die stark zusammengeschrumpfte Garnison des Kastells nicht mehr ausreichend bemannt werden konnten. Auch der südwestliche Eckturm wurde wohl deswegen abgetragen. Verschont blieben nur der mittlere West- und der Südostturm.
Auch das Haupttor dürfte in der Spätzeit des Kastells in den Osten verlagert worden sein. Sondagegrabungen zeigten, dass an der Ostflanke ein weiterer unregelmäßiger Graben, wohl nur provisorisch, angelegt wurde der an einem circa 6 × 6 m großen turmähnlichen Gebäude endete, von dem jedoch fast nichts erhalten geblieben war. Ein anderer, sehr ähnlicher, Graben kam von Süden bis an den o. e. Turm heran. Beide endeten in einer flachen seichten Rundung um wohl die Grundfesten dieses Turmes nicht zu gefährden. Aufgrund ihrer provisorischen Bauweise datiert die Ausgräberin sie in das 5. Jahrhundert n. Chr.

## Limesverlauf
zwischen Kastell Augustianis und Kastell Zwentendorf
Maria Ponsee liegt ungefähr 18 km westlich von Tulln. Der Ort zählt verwaltungstechnisch zur Gemeinde Zwentendorf. 1972 stieß man im Zuge von Kommassierungsarbeiten zur Einplanierung verlandeter Donauarme neben römischen Funden auch auf die Überreste von zwei Wachtürmen. Etwa einen Kilometer südöstlich war 1965–1966 auch ein Gräberfeld in der Sandgrube Penner bei Oberbierbaum untersucht worden.
| Name                       | Beschreibung/Zustand | Abbildung |
| -------------------------- | --- | --------- |
| Wachturm Maria Ponsee Süd  | Dieser etwas kleinere Turm lag auf einer flachen Erhebung, eine von der Donau aufgeschüttete Niederterrasse und die in der Antike eine Auenlandschaft bildete. Etwas nördlich des Areals befand sich ein alter – von West nach Ost verlaufender – Donauarm, der ursprünglich etwas näher am Turm vorbeifloß. Die Mauer des Südturmes (6 × 3 m) war aus Bruchsteinen zusammengefügt, das auch etwas Konglomerat enthielt und war in eine 30 cm starke Schotterlage eingebettet. Die Mauerstärke betrug bis ca. 80 cm. An der Südfront zeigte sich noch eine kleine Ausbuchtung. Weiters konnte ein kreisförmiger Graben festgestellt werden. Eine Fundstelle im nördlichen Graben war mit Abfall gefüllt. Die Funktion ist unbekannt, die Datierung unsicher. |           |
| Wachturm Maria Ponsee West | Der westliche Turm, etwas tiefer liegend, ungefähr 50 m weiter westlich am Abhang des Donaugrabens, maß ca. 3 × 6 m im Geviert und war mit seiner Breitseite dem Donauarm zugewandt. Sein Mauerwerk bestand ebenfalls aus Bruchsteinen mit Kies und Rollschotter in schwacher Mörtelbindung. Sein Nordwestteil fehlte gänzlich, es zeigten sich hier auch Schwemmsandablagerungen, wahrscheinlich war er durch ein Hochwasser zerstört worden. Nach der Überschwemmung erfolgte offenbar die Errichtung des zweiten, größeren Turmes auf höherem Terrain. Zusätzlich umgab je eine kreisrunde Bewehrung aus Gräben und Palisaden die Türme die eine Fläche von 15 m im Durchmesser umschlossen. Aufgrund der kreisförmigen Palisadenumwehrung vermutet Hannsjörg Ubl die Errichtung des älteren, westlichen Turmes im Zeitraum vom 2. bis 3. Jahrhundert n. Chr. |           |

## Denkmalschutz
Die Anlagen sind Bodendenkmäler im Sinne des Denkmalschutzgesetzes. Nachforschungen und gezieltes Sammeln von Funden ohne Genehmigung des Bundesdenkmalamtes stellen eine strafbare Handlung dar. Zufällige Funde archäologischer Objekte (Keramik, Metall, Knochen etc.) sowie alle in den Boden eingreifenden Maßnahmen sind dem Bundesdenkmalamt (Abteilung für Bodendenkmale) zu melden.